# Baudrier (acteur)
Pour les articles homonymes, voir Baudrier.
Benoît Baudrier est un acteur français né à Lyon en 1772 et mort à Paris le 13 octobre 1817,.

## Biographie
Benoît Baudrier entre au Théâtre-Français en juin 1811 et est reçu pensionnaire en août 1811. Il se spécialise dans les rôles à manteau tels que ceux des financiers.
Benoît Baudrier se marie à Paris le 23 décembre 1813 avec Marie-Marguerite-Aimée Burger, comédienne. Par ce mariage, il légitime leur fille Marie-Antoinette-Joséphine née en 1809 à Nantes.

## Théâtre

### Carrière à laComédie-Française
Entrée en 1811
Nommé 230e sociétaire en 1817
- 1811 : Le Barbier de Séville de Beaumarchais : Bartholo
- 1811 : Tartuffe de Molière : Orgon
- 1811 : George Dandin de Molière : Dandin
- 1811 : Les Plaideurs de Jean Racine : Chicaneau
- 1811 : Eugénie de Beaumarchais : Capitaine Cowerly
- 1812 : Le Mariage de Figaro de Beaumarchais : Bartholo
- 1812 : L'Officieux d'Adrien-Nicolas de La Salle : Bertal
- 1812 : La Lecture de Clarisse de François Roger : Bernon
- 1813 : Le Misanthrope de Molière : Oronte
- 1814 : La Rançon de Du Guesclin d'Antoine-Vincent Arnault : Brembro
- 1815 : La Méprise d'Alexandrine-Sophie de Bawr : un notaire
- 1816 : L'Artisan politique de Théodore-Henri Barrau : un huissier du bourgmestre

## Sources
- Henry Lyonnet, Dictionnaire des comédiens français, ceux d'hier : biographie, bibliographie, iconographie, t. I, Genève, Bibliothèque de la Revue Universelle Internationale Illustrée, 1912 (lire en ligne), p. 107